# Hamad bahreini király
Hamad ibn Ísza al-Halífa (tudományos átiratban Ḥamad ibn ʿĪsā Āl Ḫalīfa, arab betűkkel حمد بن عيسى آل خليفة; er-Rifá, 1950. január 28.) Bahrein királya, a Halífa-ház tagja. Apját, Ísza emírt 1999. március 6-án követte a manámai trónon szintén emíri címmel, majd 2002. február 14-én királlyá nyilvánította magát.

## Ifjúsága, tanulmányai
Nagyapja, Szalmán bahreini hákim uralkodása idején született Ísza bin Szalmán trónörökös és felesége, a szintén Ál Halífába tartozó Hessza bint Szalmán hercegnő gyermekeként. Apja 1961-ben örökölte a trónt és a hákimi címet, Hamadot pedig elemi tanulmányainak befejezését követően, 1964-ben nyilvánították hivatalosan is trónörökössé. Középiskolai tanulmányait a cambridge-i The Leys Schoolban végezte el 1967-re, majd 1968-ban az aldershoti Mons Tisztiiskolában szerzett végzettséget. Hazatérve megnősült: első felesége az unokatestvére, Szabíka bint Ibráhím lett.

## Trónörökösként
Hamad herceg fontos szerepet játszott az 1968-as uralkodói rendelettel létrehozott hadsereg megszervezésében. Előbb a Védelmi Igazgatóság vezetője, 1970-ben pedig az újonnan felállított Államtanács tagja lett. Bahrein 1971-ben nyerte el függetlenségét az Egyesült Királyságtól, ekkor a nagybátyja, Halífa bin Szalmán herceg vezette kormány honvédelmi minisztere lett. 1972-ben beiratkozott a kansasi Fort Leavenworth-ban lévő tisztképzőbe, amit 1973-ban kitüntetéssel fejezett be, és vezetői diplomát szerzett. Apja 1974-ben a Családi Tanács helyettes vezetőjévé nevezte ki. 1975-ben az Ifjúsági és Sportfőtanács elnökévé nevezték ki a lovaglás iránt különösen érdeklődő, de korábban úszni és célba lőni is tanuló herceget, aki 1977-ben megalakította az arab telivérek tenyésztésére szakosodott emíri istállót. Személyes érdeklődése folytán 1978-ra megtanult helikoptert vezetni, és nagy szerepe volt az ország légierejének létrehozásában.
A trónörökös a kultúra, a technológia és a tudomány elterjedését is igyekezett elősegíteni: 1978-ban megalapította a Történeti Dokumentumok Központját, illetve elnöke lett az 1981-ben alapított Bahreini Tanulmányi és Kutatási Központnak.

## Uralkodása
Hamad 1999. március 6-án foglalta el az 1971 óta emíri címmel uralkodó apja trónját. Uralkodóként reformokat vezetett be, amelyek lecsendesítették az 1994 óta zajló összecsapásokat az iszlamistákat, baloldaliakat és liberálisokat tömörítő ellenzékkel. 2001 februárjában a lakosság elsöprő többséggel elfogadta az uralkodó által beterjesztett Nemzeti Akcióchartát, amely alkotmányos átalakítást ígért. Ennek nyomán a következő évben Bahrein emirátusból királysággá vált, továbbá létrejött a választott képviselőtestületből és az uralkodó által kinevezett tagokból álló felsőház, ám a végrehajtó hatalom továbbra is erős túlsúlyban maradt. A szigetország lakosságának síita többségét továbbra is diszkrimináció érte a kormányzat részéről, amely sok esetben nem tartotta tiszteletben a szabadságjogokat. A helyzet megváltoztatását követelve 2011-ben tüntetések kezdődtek, amelyek eleinte politikai reformokat követeltek, később azonban, miután a biztonsági erők és a hadsereg fellépése során sokan megsérültek és heten meghaltak, mind több tiltakozó kezdte követelni az uralkodóház eltávolítását a hatalomból. A belső és nemzetközi nyomás hatására a király a trónörököst, Szalmán herceget bízta meg az ellenzékkel való tárgyalások feladatával, illetve elrendelte néhány tucat politikai fogoly szabadon bocsátását.